# Kurt Morath
Kurt Morath (North Shore City, 13 de noviembre de 1984) es un exjugador tongano de rugby nacido en Nueva Zelanda que se desempeñaba como apertura. Era un jugador habitual del Ikale Tahi.

## Carrera
Kurt Morath comenzó su carrera en Nueva Zelanda, con el club amateur Inglewood, en el campeonato amateur de la región de Taranaki. 
En 2006, logró su gran avance profesional cuando fue seleccionado para el equipo provincial de Taranaki para competir en el National Provincial Championship.   Jugó dos temporadas con este equipo, apareciendo en un total de ocho partidos.
Debutó con la selección de rugby de Tonga en un partido contra Portugal que se celebró en Lisboa el 28 de noviembre de 2009. Participó en la Copa Mundial de Rugby de 2011.
Seleccionado para la Copa Mundial de Rugby de 2015, salió de titular en el primer partido contra Georgia; abrió el marcador con un golpe de castigo a los 9 minutos del encuentro, y convirtió un ensayo en la segunda parte, lo que no evitó la derrota de su equipo 10-17. En la derrota de Tonga frente a Argentina 45-16, Kurt Morath consiguió la mayor parte de los puntos de su equipo, con dos golpes de castigo y el primero de los ensayos (a los 6 minutos) de su equipo. Logró puntos en la victoria de su equipo sobre Namibia 35-21, mediante un golpe de castigo. Y consiguió los únicos puntos de su equipo en la derrota frente a Nueva Zelanda 47-9, gracias a tres golpes de castigo. 
En 2018, regresó a jugar en los Estados Unidos con los Utah Warriors durante la primera temporada de la Major League Rugby. 
Más tarde, ese mismo año, firmó un contrato de dos años con el club inglés Doncaster Knights del RFU Championship.  Jugó trece partidos con este equipo y anotó 63 puntos. Después de una temporada, decidió abandonar el club antes de finalizar su contrato. 
Tras su salida de Doncaster, regresó una vez más a los Estados Unidos y firmó un contrato de un año con los Austin Gilgronis en MLR.  Al llegar al club en marzo de 2020, solo tuvo tiempo de jugar un partido antes de que la temporada se detuviera debido a la pandemia de Covid-19.  Pese a ello, vio su contrato ampliado por una temporada más.  A pesar de haber disputado una temporada completa (catorce partidos), no fue retenido para la temporada 2022. Después continuó jugando partidos en un equipo amateur de Texas antes de retirarse.   